# Scapania valdonii
Scapania valdonii là một loài rêu trong họ Scapaniaceae. Loài này được Váňa, Bednarek-Ochyra & Cykowska mô tả khoa học đầu tiên năm 2009.